# Esporte Espetacular

Esporte Espetacular est une émission de télévision brésilienne d'actualité sportive diffusée chaque dimanche matin sur le réseau de télévision Globo. Créée par le journaliste sportif Armando Nogueira et lancée le 1er septembre 1973, elle est l'une des émissions télévisées ayant les plus grandes longévités du paysage audiovisuel brésilien. Elle est présentée par Bárbara Coelho et Lucas Gutierrez.
Esporte Espetacular est dédiée aux sports ne bénéficiant pas d'une couverture médiatique importante, comme la gymnastique, les sports équestres, les sports extrêmes, le volley-ball ou le football de plage, la liste n'étant pas exhaustive. Si des compétitions dans ces disciplines ont lieu le dimanche matin, elles peuvent être retransmises en direct durant le programme.